# Randupitu (Gempol)
Randupitu is een bestuurslaag in het regentschap Pasuruan van de provincie Oost-Java, Indonesië. Randupitu telt 6661 inwoners (volkstelling 2010).